# Les cars du Rhône
Les Cars du Rhône est le réseau de transport interurbain de SYTRAL Mobilités et qui dessert le département du Rhône.
Le réseau sera intégré au sein du réseau TCL dit "unifié" à partir du 1er septembre 2025.

## Historique

### Ancien réseau

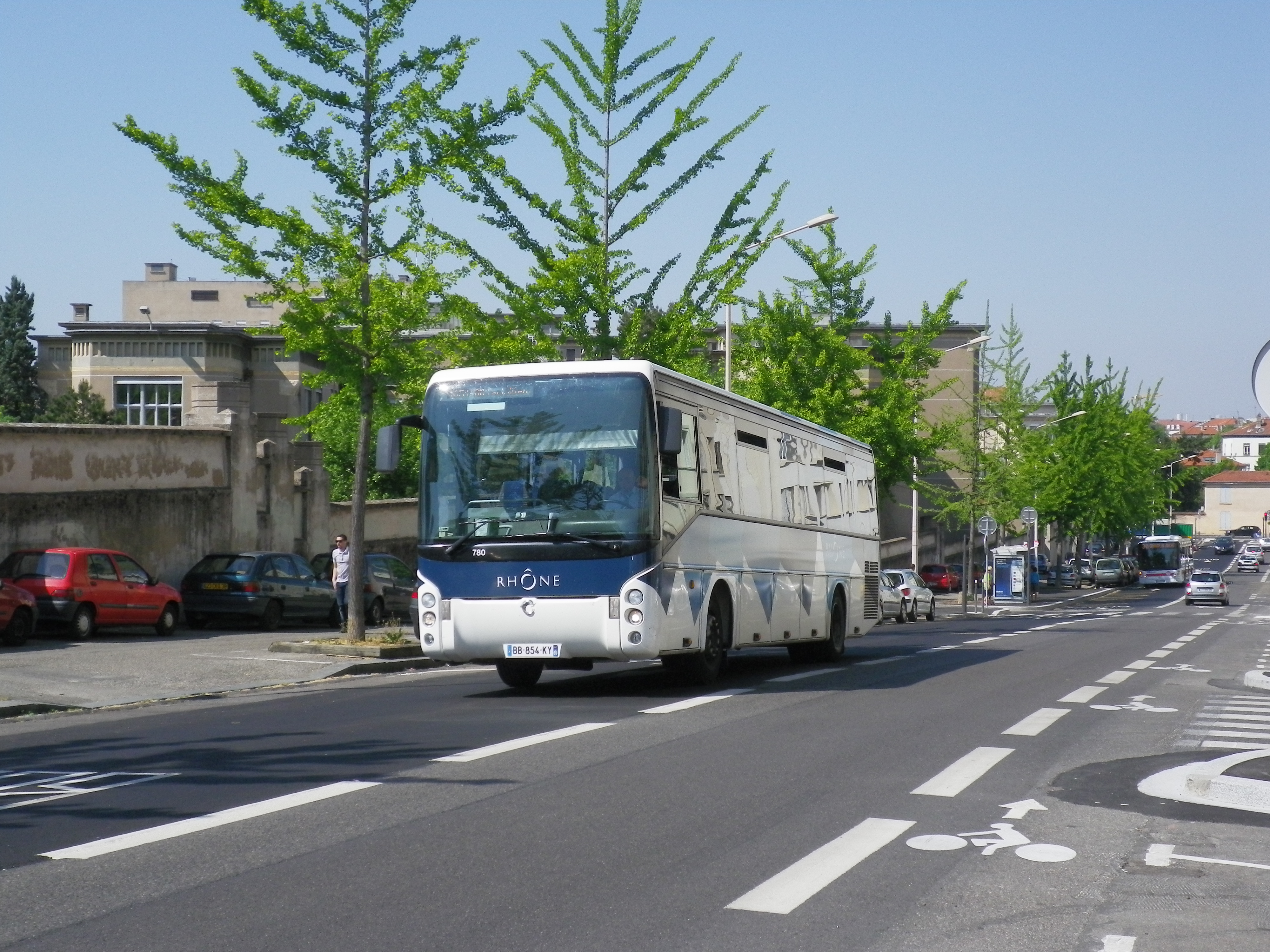
Un Irisbus Ares sur l'ancienne ligne 165 en 2011.

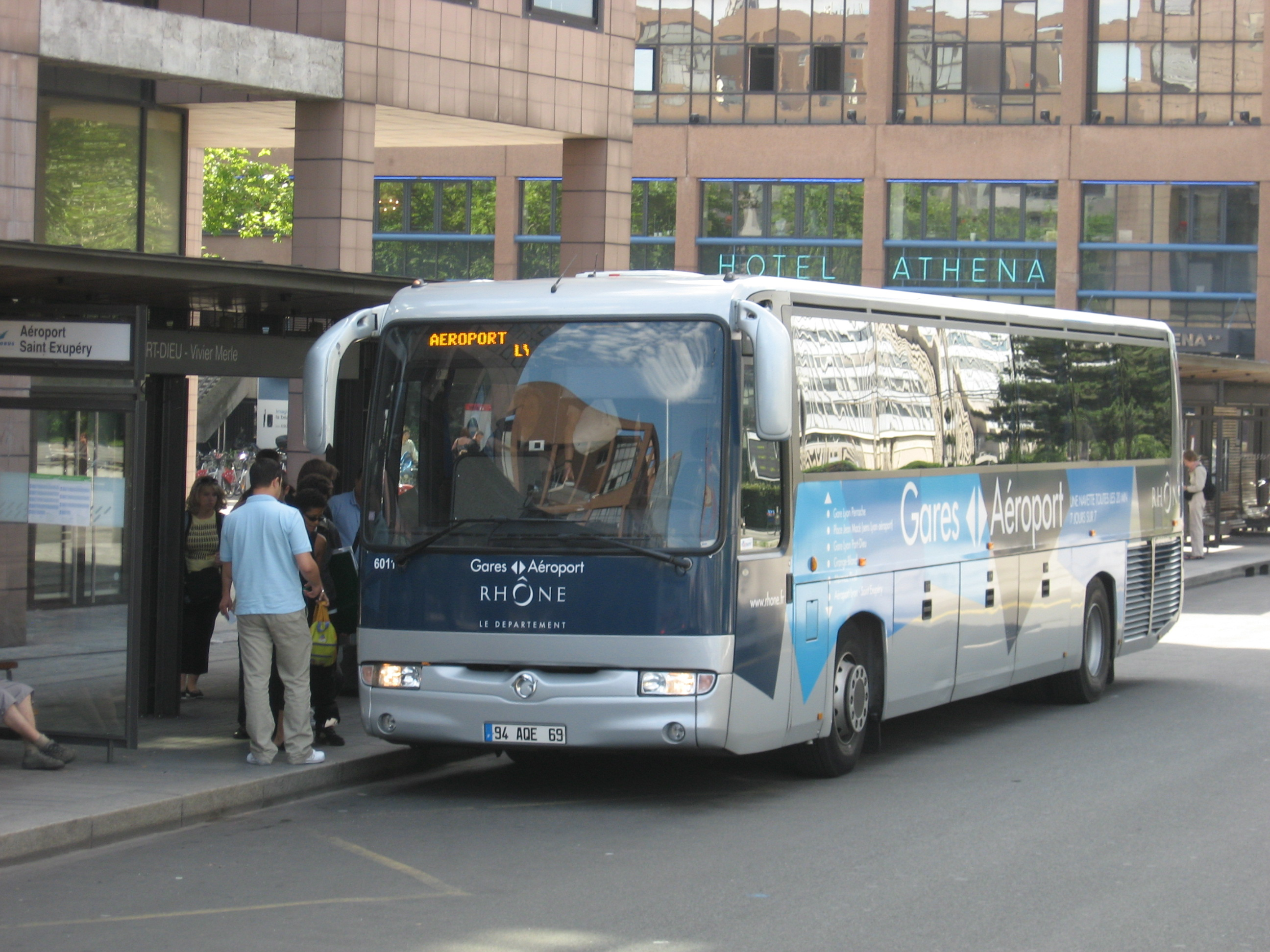
Un Irisbus Iliade sur l'ancienne ligne 175 Navette Gares-Aéroport en 2008.

Le premier réseau départemental unique naît en 1983 par regroupement de l'ensemble des lignes des transporteurs privés du département. À partir de 1986 c'est au tour des transports scolaires d'être repris par le conseil général[réf. souhaitée].
En 1996 un réseau d'une quarantaine de lignes à la demande numérotées de 300 à 356 est créé pour desservir les communes les plus rurales du département[source insuffisante]. La réservation se faisait au plus tard la veille du déplacement avant 15 heures. Pour un trajet le lundi, la réservation se faisait au plus tard le vendredi précédent à 15 heures, ces lignes ne circulant pas le week-end.
Création en 1999 de la desserte interne de Tarare, intégrée tarifairement au réseau[réf. souhaitée].
Au début des années 2000, la livrée change en même temps que l'identité visuelle du département : Le gris reste le même mais les trois bandes rouges, bleues et vertes laissent place à u ensemble de carrés en différentes teintes de bleu et disposés de façon toutes différentes[réf. souhaitée].
En 2007 des navettes « OùRA! », complémentaires de certaines lignes régulières, sont créées en collaboration avec le conseil général, la région Rhône-Alpes, et accessibles avec un titre unique « Navette OùRA! + TER » disponible sur la carte OùRA!, les autres titres étaient acceptés pour assurer la liaison entre certaines communes et les gares SNCF les plus proches avec des horaires alignés sur ceux des TER Rhône-Alpes.
En 2009 le département expérimente un système de transport à la demande zonal en porte-à-porte en remplacement de certaines lignes à la demande sur quatre secteurs du nord et de l'ouest du département : Monsols, Lamure-sur-Azergues, Le Bois-d'Oingt et Monts du Lyonnais avec suppression des lignes 302 à 306, 307A, 307B, 316B, 321, 329 à 336, 337A, 337B, 338, 344, 348, 51 et 353[réf. souhaitée].
En 2010, la ligne de tramway Rhônexpress est créée et provoque la suppression de la ligne 175 « Navette Gares-Aéroport » et le transport à la demande zonal est pérennisé, tandis que la ligne à la demande 346 disparaît à son tour[réf. souhaitée].
Le 1er septembre 2012, la desserte du secteur de l'Est lyonnais est restructurée et préfigure la restructuration générale de 2013 : La ligne 165 (Part-Dieu - Colombier-Saugnieu) est remplacée par la ligne 1Ex au départ de Grange Blanche et est équipée de véhicules de type « Low Entry » (mi-bus mi-autocar) et voit son service renforcé. Un transport à la demande zonal est créé et les lignes scolaires du secteurs deviennent des lignes « Fréquence » et sont ouvertes à tous les utilisateurs. Les lignes à la demande 301, 322, 323, 350 et 354 disparaissent à leur tour[réf. souhaitée].
Le 1er janvier 2013, le Syndicat mixte des transports du Rhône nouvellement crée reprend la gestion des transports départementaux,. À la même date, la ligne 103 (Lyon - Chaponost) est intégrée au réseau TCL[réf. souhaitée].

### Réseau actuel

Logo de 2013 à 2015.

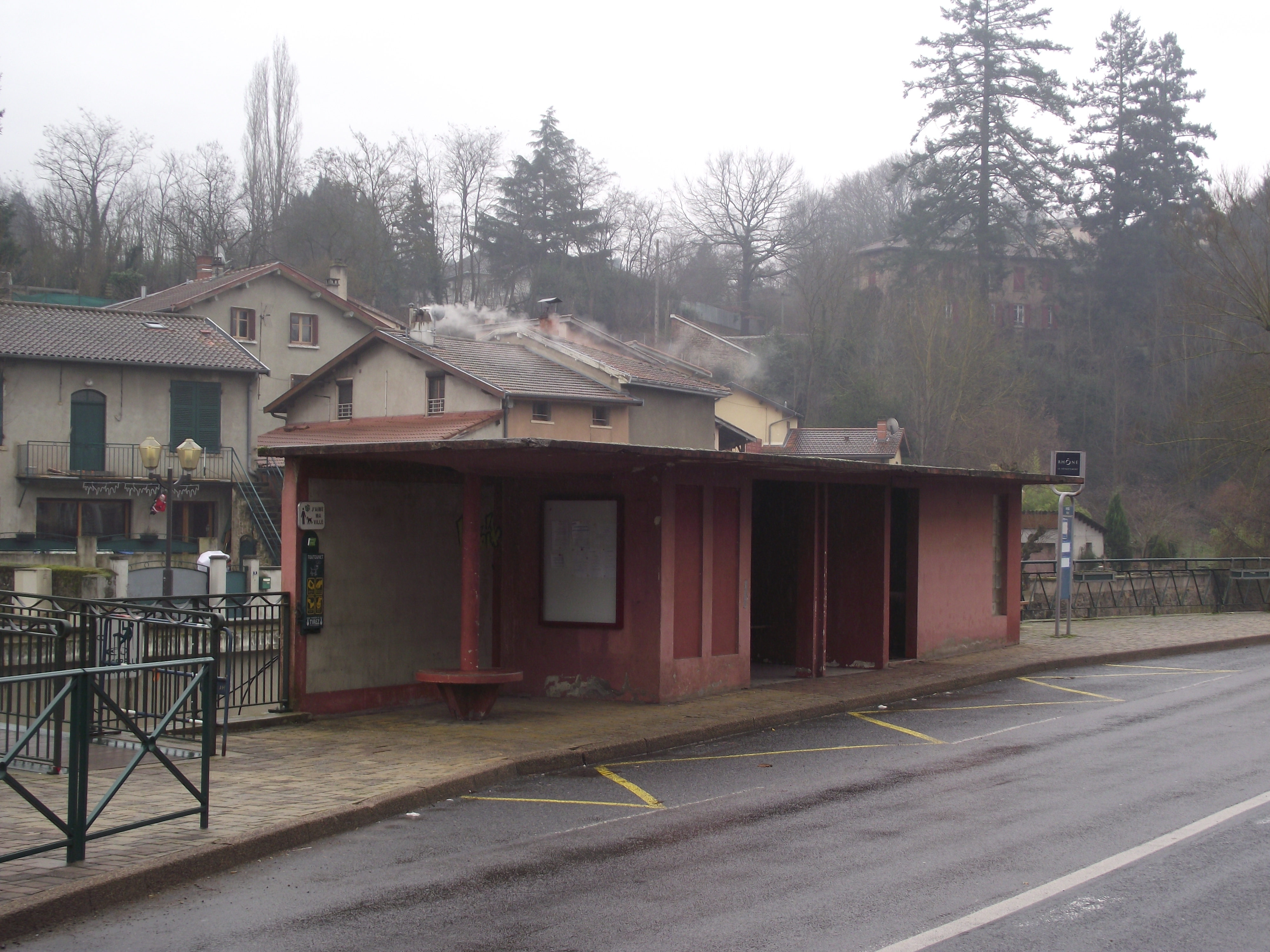
Un arrêt à Sain-Bel.

Le réseau a été restructuré le 8 juillet 2013, avec généralisation à l'ensemble du département de ce qui existait en termes de transport à la demande et de desserte scolaire sur l'Est lyonnais depuis 2012. La ligne 189 devient la 2Ex et les autres lignes sont restructurées et prennent des numéros à deux chiffres. La desserte des communes de Genas, Vaugneray et Pollionnay est prise en charge par le réseau en lieu et place des TCL. En septembre de la même année, la ligne 45 a été mise en place en début du mois afin de rétablir la liaison entre Lyon et Rive-de-Gier, effectuée autrefois par le 125, et supprimée en juillet et le 26 septembre c'est la ligne 66 en rabattement sur la 2Ex qui a été créé. Le 11 décembre de la même année, la ligne 60 devient la ligne 67 et change son itinéraire.
En parallèle du réseau départemental, la communauté de communes Saône Beaujolais a mis en place le 19 août 2013 une navette entre Saint-Jean-d'Ardières, Belleville et sa gare du lundi au vendredi sauf jours fériés, elle est exploitée en minibus par les autocars Maisonneuve.
Le 17 février 2014, la ligne 46 est mise en place et offre une alternative pour l'accès à l'aéroport de Lyon-Saint-Exupéry.
Le 7 juillet 2014, les lignes 21, 44 et 46 sont revues pour optimiser la desserte de l'Est lyonnais, les lignes 47 et 48 fusionnent pour devenir la 47 et les lignes 32, 43, 59 et 62 sont supprimés faute de fréquentation, ces lignes circulaient parfois un jour entier sans voir passer un seul voyageur. Le TAD est supprimé sur la commune de Quincieux qui intègre le Grand Lyon. Les lignes 21 et 44 sont revues et cette dernière dessert désormais aussi l'aéroport. Le 21 juillet 2014 la ligne 43 est recrée et est prolongée de la gare de Lentilly à La Tour-de-Salvagny. Le 1er septembre 2014, la ligne 64 devient une ligne à trajet unique.
Le 1er janvier 2015, le SYTRAL reprend la gestion du réseau à la suite de l'adhésion du Syndicat mixte des transports du Rhône au premier et sa dissolution et la communauté de communes de l'Est lyonnais intègre le périmètre du réseau TCL, la desserte par les cars du Rhône est toutefois maintenue jusqu'à fin août 2015, et jusqu'à nouvel ordre pour les 16 communes de l'agglomération caladoise qui n'ont pas encore de desserte par le réseau Libellule,,. La ligne 43 est quant à elle supprimée à cette date. La gestion du transport à la demande reste toutefois une compétence du conseil général du Rhône jusqu'en juin 2015, pour une suppression effective au 1er juillet 2015,.
Dans certaines communautés de communes, le transport à la demande a été repris par l'intercommunalité sous diverses formes :
- Dans la communauté de communes des Hauts du Lyonnais, sous la forme d'un service ouvert à toute personne, nommé Transport solidaire à la demande lancé le 1er septembre 2015[14] ;
- Dans la communauté de communes du Haut-Beaujolais sous la forme d'un service ouvert à toute personne lancé le 1er septembre 2015[15] ;
- Dans la Communauté de communes Chamousset en Lyonnais sous la forme d'un service ouvert à toute personne nommé STS (Service transport solidaire) lancé le 1er octobre 2015[16] ;
- Dans la communauté de communes du Pays de L'Arbresle sous la forme d'un service réservé aux personnes à mobilité réduite nommé AMI (Aide à la mobilité individuelle) lancé le 1er octobre 2015[17] ;
- Dans la communauté d'agglomération de l'Ouest Rhodanien, ancienne communauté de communes ayant changé de statut le 1er janvier 2016 et devenue de facto autorité organisatrice de la mobilité, sous la forme du réseau de bus CORUS composé d'une douzaine de lignes sur réservation lancé en novembre 2015[18].

En mars 2015, et selon des informations du journal régional Le Progrès, le SYTRAL envisage pour la rentrée scolaire de septembre 2015 plusieurs pistes afin de rationaliser le réseau et effectuer des économies : réduire les fréquences en heures creuses et le weekend, augmenter les tarifs, de veiller au strict respect du cahier des charges. Le SYTRAL annonce aussi que les communes devront financer le transport scolaire vers les écoles, qui sont légalement de leur responsabilité.
La desserte de la communauté de communes de l'Est lyonnais, incluant les lignes 1Ex, 21, 44 et 46, est transférée au réseau TCL au 31 août 2015. À cette même date, la numérotation des lignes, héritée de la restructuration de 2013 et qui a pour défaut d'avoir crée des doublons de numérotations parfois aberrants avec les TCL (deux lignes 14 à Oullins par exemple), est revue avec le retour d'une numérotation à trois chiffres, à l'exception de la ligne 2Ex. La nouvelle numérotation ajoute un chiffre des centaines (1 ou 2) au numéro existant en fonction de l'importance de la ligne (exemple : la 11 devient la 111, la 64 devient la 264, etc.) et est en réalité un retour à l'ancienne logique en vigueur jusqu'en 2013, et permet de retrouver une meilleure lisibilité du réseau et de supprimer un doublon de numérotation entre réseaux gérés par la même autorité organisatrice. Les lignes 2Ex, 111, 112, 115, 118, 142 et 147 bénéficient d'une intégration tarifaire TCL à l'intérieur du périmètre de transport urbain de l'agglomération lyonnaise.

### Réduction de l'offre en 2016

Logo de 2015 à 2022.

En mai 2015, le président du conseil départemental Christophe Guilloteau a annoncé vouloir faire des économies en raison de la diminution du budget du département de 1,7 milliard à 528 millions d'euros et selon lui, un tiers de la quarantaine de lignes régulières n'est utilisé que par moins de cinq voyageurs,. Il espère ainsi économiser 12 millions d'euros en demandant au SYTRAL de renégocier avec les transporteurs pour réduire le service et les coûts et demander à 40 communes de reprendre en charge à la rentrée scolaire 2016 les transports scolaires sur leur territoire, en plus de la suppression du transport à la demande,. Les transporteurs du réseau s'inquiètent des conséquences de ces coupes budgétaires et les répercussions qu'auraient ces changements sur leur chiffre d'affaires et l'emploi.
La volonté du conseil départemental de faire des économies de l'ordre de 50 millions d'euros en cinq ans, sur le réseau départemental a poussé certains usagers de la rive droite du Rhône à se constituer en collectif et ont réussi à repousser à septembre 2016 au lieu de janvier les réductions d'offre sur le secteur, un allègement de la ligne 134 et une suppression pure et simple de la ligne 231, qui auraient dû être décidées lors du comité syndical de décembre 2015 du SYTRAL,. Des lignes dans le nord du Beaujolais et du pays de Tarare sont aussi visées par ces économies.
Lors du conseil départemental du 29 janvier 2016, les élus rhodaniens ont voté à une large majorité la réduction de 35 % permettant, selon les estimations une économie de 8,3 millions d'euros sur les 58,44 millions versés au SYTRAL par le conseil départemental.
Les détails de ces réductions d'offres ont été détaillés lors de la commission générale du conseil départemental du 8 décembre 2015, pour une application au 29 août 2016, et ont été présentées publiquement en février par le conseil départemental et le SYTRAL,. Elles ont été définitivement adoptées par le SYTRAL au cours du Comité syndical du 29 avril 2016.
Ces réductions sont centrés, concernant les lignes régulières, sur quatre axes :
- Un maintien de l'offre uniquement aux heures de pointe, de 6 h à 8 h 30 et de 16 h à 19 h, complétés par un aller-retour entre 12 h et 14 h ;
- Une offre réduite durant les vacances scolaires ;
- Le samedi, maintien des seules lignes dépassant 10 voyageurs par trajet ;
- Le dimanche, maintien des seules lignes dépassant cinq voyageurs par trajet.

Les lignes 138, 231 et 267 seront purement et simplement supprimées. Pour les autres lignes des délégations de service public (DSP) 2 à 5, en dehors des réductions d'offres sur diverses tranches horaires, les changements notables sont, :
- Lignes 112, 113, 115, 134, 142, 147, 235 et 237 : Suppression du service le week-end ;
- Lignes 217 et 240 : Suppression du service le dimanche ;
- Ligne 264 : Suppression du service le samedi, la ligne ne circule pas le dimanche dans son état actuel ;
- Lignes 114 et 145 : Fusion des lignes durant les vacances scolaires ;
- Suppression de 47 lignes scolaires destinées au transport des élèves des écoles primaires, avec possibilité de reprise par les communes ou intercommunalités concernées ;
- L'unique amélioration d'offre notable est sur la ligne 257, qui fonctionnera désormais durant les vacances scolaires.

La ligne 131 du réseau départemental de la Loire bénéficiera d'une intégration du point de vue de la tarification, afin de compenser la suppression de la ligne 231 et à la suite des demandes du collectif d'usagers des lignes du secteur. De plus, une dizaine de lignes scolaires et la ligne 263 sont transférées au réseau Libellule à cette même date.
Les années suivantes, de nouvelles lignes régulières seront progressivement ouvertes, comme la ligne 238 reliant Belleville-en-Beaujolais à Fleurie en 2023, la ligne 218 reliant Villefranche-sur-Saône à L'Arbresle, et deux lignes visant particulièrement à desservir des secteurs d'emplois : la ligne 234ZI autour de Belleville-en-Beaujolais, et la ligne 264ZI autour de Tarare, en 2024.

### Intégration au réseau TCL unifié
À partir du 1er septembre 2025, les lignes du réseau Les Cars du Rhône intègreront le réseau unifié TCL, recouvrant l'ensemble du département du Rhône, et seront renumérotées à cette même date afin de mieux les intégrer à celui-ci. De ce fait, une réorganisation des lignes entrera en vigueur, avec une nouvelle catégorisation des lignes,,:
- Les lignes interurbaines structurantes intègreront les lignes majeures, nommées Lignes Chrono, et seront numérotées de C200 à C210 ;
- Les lignes urbaines issues du réseau seront numérotées de 161 à 170 ;
- Les lignes interurbaines maillant le territoire du Rhône seront numérotées de 211 à 299 ;
- Les lignes scolaires intègreront les lignes Junior Direct et seront numérotées de 300 à 999.

Ci-dessous, le tableau des lignes interurbaines structurantes intégrées aux Lignes Chronos :
| Anciens numéros          | Nouveaux numéros | Terminus                   | ⥋ | Terminus                                 |
| ------------------------ | ---------------- | -------------------------- | - | ---------------------------------------- |
| Nouvelle ligne           | C200             | Vaulx-en-Velin - La Soie   |   | Genas – Dormont / Aéroport Saint-Exupéry |
| 1E (issue du réseau TCL) | C201             | Lyon – Grange-Blanche      |   | Colombier-Saugnieu – Les Salines         |
| 2EX                      | C202             | Chazelles – Av. du 11 Nov. |   | Lyon – Gorge de Loup                     |
| 142                      | 203              | Aveize – Centre Médical    |   | Lyon – Gorge de Loup                     |
| 118                      | 204              | Lyon – Gare de Vaise       |   | Villefranche – Gare Routière             |
| 145EX                    | C205             | Mornant – Centre Aquatique |   | Saint-Genis-Laval – Hôpital Lyon Sud     |

À noter que les lignes 203 (ex-142) et 204 (ex-118) ne porteront pas le préfixe C dans un premier temps, mais leur numérotation augure d'un statut futur de ligne Chrono, probablement après ajustement des horaires.
Ci-dessous, le tableau des lignes urbaines :
| Anciens numéros | Nouveaux numéros | Terminus                         | ⥋ | Terminus                       |
| --------------- | ---------------- | -------------------------------- | - | ------------------------------ |
| 234             | 161              | Belleville – Saint-Jean Bourg    |   | Belleville – Gare              |
| 234ZI           | 162              | Belleville – ZAC Lybertec Action |   | Belleville – ZI Gouchoux Ouest |
| 264ZI           | 163              | Tarare – Pépinière d'Entreprises |   | Tarare – Gare                  |
| 264             | 164              | Tarare – Hauts de Tarare         |   | Tarare – Aquaval               |
| 119             | 165              | Millery – L'Etang                |   | Gare d'Oullins                 |

Les lignes 234ZI et 264ZI des Cars du Rhône sont d'abord renumérotées respectivement lignes 162 et 163 du réseau TCL, avant que SYTRAL Mobilités n'annonce la suppression de ces deux lignes, au 25 août 2025 pour la 234ZI, et au 28 août 2025 pour la 264ZI.
Ci-dessous, les lignes interurbaines :
| Anciens numéros | Nouveaux numéros | Terminus                                                           | ⥋ | Terminus                                   |
| --------------- | ---------------- | ------------------------------------------------------------------ | - | ------------------------------------------ |
| 111             | 211              | Vienne Gare Routière                                               |   | Vénissieux – Rond-Point Parilly            |
| 112             | 212              | Chaponnay – Romatières / Valencin – Le Fayet                       |   | Vénissieux – Rond-Point Parilly            |
| 113             | 213              | Gare de Givors-Ville                                               |   | Vénissieux – Rond-Point Parilly            |
| 114             | 214              | Gare de Givors-Ville                                               |   | Saint-Genis-Laval – Hôpital Lyon Sud       |
| 115             | 215              | Villefranche – Cimetière                                           |   | Gare de Vaise                              |
| 116             | 216              | Tarare – Gare                                                      |   | Gorge de Loup                              |
| 217             | 217              | Tarare – Gare                                                      |   | Gleize – Charmilles                        |
| 218             | 218              | L'Arbresle – Gare                                                  |   | Villefranche Gare Routière                 |
| 219             | 219              | Val d'Oingt – Centre                                               |   | Villefranche Gare Routière                 |
| 120             | 220              | Gare de Givors-Ville                                               |   | Oullins – Orsel / Perrache                 |
| 122             | 222              | Vourles – ZA Les Plattes                                           |   | Dommartin – ZA Les Grandes Terres          |
| 117             | 231              | Belleville – Chapelle                                              |   | Villefranche Gare Routière                 |
| 235             | 235              | Beaujeu – Place de la Mairie                                       |   | Belleville – Gare                          |
| 236             | 236              | Deux-Grosnes – Place de la Fontaine / Beaujeu – Place de la Mairie |   | Villefranche Gare Routière                 |
| 237             | 237              | Cours-la-Ville – Le Bourg                                          |   | Tarare – Gare                              |
| 238             | 238              | Fleurie – Bourg                                                    |   | Belleville – Gare                          |
| 239             | 239              | Meaux-la-Montagne – Grange Neuve                                   |   | Amplepuis – Gare                           |
| 240             | 240              | Cours-la-Ville – Parking Winslow                                   |   | Roanne – Gare                              |
| 241             | 241              | Chevinay – Cimetière                                               |   | L'Arbresle – Gare / Collège 4 Vents        |
| 143             | 243              | L'Arbresle – Gare                                                  |   | Saint-Symphorien – Place Général De Gaulle |
| 145             | 245              | Rive-de-Gier – Mairie                                              |   | Gare d'Oullins                             |
| 147             | 247              | Marcy – Place de Lacroix Laval / Vaugneray – Place de Verdun       |   | Gorge de Loup                              |
| 265             | 265              | Claveisolles – Salle Polyvalente                                   |   | Villefranche Gare Routière                 |
| 285             | 285              | Sarcey – Mairie                                                    |   | Savigny – Place des Rosiers                |

Ci-dessous, les lignes scolaires nommées Junior Direct :
| Anciens numéros | Nouveaux numéros |
| --------------- | ---------------- |
| 300             | JD300            |
| 359             | JD301            |
| 342             | JD302            |
| 304             | JD304            |
| 353             | JD306            |
| 308             | JD308            |
| 323A            | JD311            |
| 312             | JD312            |
| 323B            | JD313            |
| 324             | JD314            |
| 320             | JD315            |
| 362             | JD316            |
| 317             | JD317            |
| 322             | JD320            |
| 343A            | JD321            |
| 322             | JD322            |
| 314             | JD323            |
| 374             | JD324            |
| 375             | JD325            |
| 366             | JD326            |
| 343B            | JD327            |
| 318A            | JD328            |
| 318B            | JD329            |
| 356B            | JD330            |
| 343C            | JD331            |
| 332             | JD332            |
| 333             | JD333            |
| 394             | JD334            |
| 356A            | JD336            |
| 357A            | JD337            |
| 357B            | JD338            |
| 302             | JD342            |
| 311             | JD343            |
| 369             | JD344            |
| 355             | JD345            |
| 346             | JD346            |
| 476             | JD347            |
| 348             | JD348            |
| 485             | JD349            |
| 360             | JD350            |
| 351             | JD351            |
| 352             | JD352            |
| 331             | JD353            |
| 478             | JD354            |
| 328             | JD358            |
| 347             | JD359            |
| 310             | JD360            |
| 341             | JD361            |
| 315             | JD362            |
| 315             | JD363            |
| Nouvelle ligne  | JD365            |
| 326             | JD366            |
| 313             | JD367            |
| 328A            | JD368            |
| 329B            | JD369            |
| 371             | JD371            |
| 372             | JD372            |
| 330             | JD373            |
| 472             | JD374            |
| 335             | JD375            |
| 365             | JD376            |
| 348             | JD377            |
| 478             | JD378            |
| 349             | JD379            |
| 301             | JD381            |
| 303             | JD382            |
| 373             | JD383            |
| 358             | JD385            |
| 316             | JD386            |
| 367             | JD387            |
| 338             | JD388            |
| 309             | JD389            |
| 319             | JD391            |
| 325             | JD392            |
| 307             | JD393            |
| 344             | JD394            |
| 345             | JD395            |
| 327             | JD397            |
| 321             | JD398            |
| 321             | JD399            |
| 460             | JD400            |
| 461             | JD401            |
| 462             | JD402            |
| 434             | JD403            |
| 404             | JD404            |
| 425             | JD405            |
| 406             | JD406            |
| 407             | JD407            |
| 408             | JD408            |
| 409             | JD409            |
| 410             | JD410            |
| 481             | JD411            |
| 482             | JD412            |
| 483             | JD413            |
| 457             | JD417            |
| 418             | JD418            |
| 409             | JD419            |
| 460             | JD420            |
| 421             | JD421            |
| 421             | JD422            |
| 431             | JD423            |
| 448             | JD424            |
| 448             | JD425            |
| 448             | JD429            |
| 440             | JD426            |
| 471             | JD427            |
| 458             | JD428            |
| 436             | JD434            |
| 436             | JD435            |
| 436             | JD436            |
| 437             | JD437            |
| 396             | JD438            |
| 439             | JD439            |
| 441             | JD441            |
| 413             | JD442            |
| 453             | JD443            |
| 400             | JD444            |
| 475             | JD445            |
| 426             | JD446            |
| 469             | JD447            |
| 469             | JD449            |
| 450             | JD448            |
| 432             | JD461            |
| 432             | JD462            |
| 454             | JD463            |
| 454             | JD464            |
| 415             | JD465            |
| 415             | JD466            |
| 446             | JD467            |
| 449             | JD469            |
| 470             | JD470            |
| 393             | JD473            |
| 364             | JD474            |
| 395             | JD476            |
| 486             | JD477            |
| 438             | JD478            |
| 479             | JD479            |
| 480             | JD480            |
| Nouvelle ligne  | JD482            |
| 484             | JD483            |
| 402             | JD490            |
| 442             | JD492            |
| 412             | JD498            |
| 443             | JD499            |
| 613             | JD500            |

## Le réseau

### Présentation
Le réseau couvre l'ensemble du département du Rhône en dehors des périmètres de transport urbain des réseaux TCL/Optibus, centrés sur la métropole de Lyon, la communauté de communes de l'Est lyonnais et sept autres communes, et le réseau Libellule centré sur la communauté d'agglomération Villefranche-Beaujolais-Saône, eux aussi gérés par SYTRAL Mobilités et dessert quelques communes situées dans les départements voisins de l'Isère et de la Loire.
Le réseau est composé de :
- Une ligne Express cadencée à la demi-heure en heures de pointe et au nombre d'arrêts réduits ;
- Trente-six lignes régulières desservant les communes les plus peuplées du département ;
- 336 lignes fréquences assurant des dessertes scolaires et ouvertes à tous les voyageurs.

### Transporteurs et matériel roulant
Les lignes sont principalement gérées par quatre transporteurs, ceux à qui les cinq délégation de service public (DSP) ont été attribuées de la façon suivante (la DSP 1 en 2012, les autres en 2013) :
- DSP 1, Territoire de l'Est lyonnais :
  - Autocars Berthelet. Ce secteur a été transféré au réseau TCL au 31 août 2015[8].
- DSP 2, Territoires du Val d’Ozon, du sud Rhône, de la vallée du Garon et du Mornantais : 
  - Groupement des transporteurs Transdev Rhône-Alpes Interurbain, Autocars Maisonneuve et Cars Faure.
- DSP 3, Territoires des vallons du Lyonnais, de Chamousset-Monts du Lyonnais, du Pays de l’Arbresle et nord agglomération Val d’Azergues :
  - Groupement des transporteurs Keolis Planche, Transdev Rhône-Alpes Interurbain et Autocars Maisonneuve.
- DSP 4, Territoires d’Amplepuis-Thizy, de la Haute Vallée d’Azergues et du nord Beaujolais :
  - Groupement des transporteurs Autocars Maisonneuve, Transdev Rhône-Alpes Interurbain et Keolis Planche.
- DSP 5, Territoires du Pays de Tarare, de la basse vallée d’Azergues et du secteur de Villefranche-sur-Saône :
  - Groupement des transporteurs Transdev Rhône-Alpes Interurbain, Autocars Maisonneuve et Keolis Planche.

Ainsi que le transporteur Venet Voyages par sous-traitance.
On trouve majoritairement des Irisbus Crossway et des Mercedes-Benz Intouro. On trouve aussi des Fast Starter LE, des Solaris InterUrbino, des Volvo 8900 RLE et des Indcar Wing sur châssis Iveco Daily. Les véhicules sont majoritairement accessibles aux personnes à mobilité réduite, et les Fast Starter LE appartenant à Berthelet sont équipés de bornes Wi-Fi.

### Association Cartrans 69

Logo de l'association Cartrans 69.

Cartrans 69 est une association loi de 1901 créée en 1993 qui a pour but de regrouper toutes les entreprises de transports collectifs de voyageurs dans le département du Rhône. Conformément à son objet, Cartrans 69 assure l'interface entre la profession et le service des transports du conseil départemental du Rhône.
Interlocuteur privilégié du Conseil départemental, Cartrans 69 a pour but de promouvoir le transport collectif de personnes par autocars, de contribuer à l'amélioration de la qualité des prestations offertes au public, et de proposer toutes actions visant à développer les réseaux existants.

### Ligne Express
| Ligne | Caractéristiques | Caractéristiques                                                                | Caractéristiques                                                                | Caractéristiques                                                                | Caractéristiques                                                                | Caractéristiques                                                                | Caractéristiques                                                                | Caractéristiques                                                                | Caractéristiques                                                                |
| 2Ex   | Lyon — Gorge de Loup - Gare Routière ⥋ Chazelles-sur-Lyon — Maison des Tilleuls | Lyon — Gorge de Loup - Gare Routière ⥋ Chazelles-sur-Lyon — Maison des Tilleuls | Lyon — Gorge de Loup - Gare Routière ⥋ Chazelles-sur-Lyon — Maison des Tilleuls | Lyon — Gorge de Loup - Gare Routière ⥋ Chazelles-sur-Lyon — Maison des Tilleuls | Lyon — Gorge de Loup - Gare Routière ⥋ Chazelles-sur-Lyon — Maison des Tilleuls | Lyon — Gorge de Loup - Gare Routière ⥋ Chazelles-sur-Lyon — Maison des Tilleuls | Lyon — Gorge de Loup - Gare Routière ⥋ Chazelles-sur-Lyon — Maison des Tilleuls | Lyon — Gorge de Loup - Gare Routière ⥋ Chazelles-sur-Lyon — Maison des Tilleuls | Lyon — Gorge de Loup - Gare Routière ⥋ Chazelles-sur-Lyon — Maison des Tilleuls |
| ----- | --- | ------------------------------------------------------------------------------- | ------------------------------------------------------------------------------- | ------------------------------------------------------------------------------- | ------------------------------------------------------------------------------- | ------------------------------------------------------------------------------- | ------------------------------------------------------------------------------- | ------------------------------------------------------------------------------- | ------------------------------------------------------------------------------- |
| 2Ex   | Ouverture / Fermeture 8 juillet 2013 / — | Longueur —                                                                      | Durée 68 min                                                                    | Nb. d’arrêts 14                                                                 | Matériel Crossway GNV Intouro                                                   | Jours de fonctionnement L, Ma, Me, J, V, S, D                                   | Jour / Soir / Nuit / Fêtes O / N / N / O                                        | Voy. / an —                                                                     | Transporteur Keolis Planche                                                     |
| 2Ex   | Desserte : - Villes et lieux desservis : Lyon 9e, Francheville (Piscine d'Alaï), Craponne, Brindas, Messimy, Thurins, Saint-Martin-en-Haut (Stade, Collège Le Petit Pont), Saint-Symphorien-sur-Coise (Mairie, Centre, ZI Grange Église) et Chazelles-sur-Lyon (Hôpital, Maison des Tilleuls ; Loire) - Stations et gares desservies : Gorge de Loup (TCL) et Gare d'Alaï (TCL). |                                                                                 |                                                                                 |                                                                                 |                                                                                 |                                                                                 |                                                                                 |                                                                                 |                                                                                 |
| 2Ex   | Autre : - Amplitudes horaires : La ligne fonctionne du lundi au vendredi de 5 h 30 à 21 h 40, le samedi à partir de 6 h et les dimanches et fêtes à partir de 9 h. - Particularités : Entre Gorge de Loup et Thurins Le Pont, il est possible d'emprunter la ligne avec un titre de transport TCL. - Date de dernière mise à jour : 27 mai 2025.                                 |                                                                                 |                                                                                 |                                                                                 |                                                                                 |                                                                                 |                                                                                 |                                                                                 |                                                                                 |
| 2Ex   | Dernière actualisation : — |                                                                                 |                                                                                 |                                                                                 |                                                                                 |                                                                                 |                                                                                 |                                                                                 |                                                                                 |

### Lignes régulières
Le détail des 32 lignes régulières à compter du 29 août 2016 sont donnés dans les articles suivants :
- Lignes Cars du Rhône de 100 à 199 ;
- Lignes Cars du Rhône de 200 à 299.

### Lignes Fréquence
Ces lignes assurent le transport des élèves vers les établissements scolaires du département et pour certains, de la métropole de Lyon. Il existe 336 lignes indicées de 300 à 799, ouvertes à tous les voyageurs qui peuvent alors les utiliser en plus du transport à la demande en absence de lignes régulières, circulent du lundi au vendredi en période scolaire uniquement.

## Communes desservies
Plus de 200 communes du département sont desservies par le réseau :
- Affoux ;
- Aigueperse ;
- Alix ;
- Ambérieux ;
- Amplepuis ;
- Ampuis ;
- Ancy ;
- Anse ;
- L'Arbresle ;
- Les Ardillats ;
- Aveize ;
- Avenas ;
- Azolette ;
- Bagnols ;
- Beaujeu ;
- Beauvallon ;
- Belleville-en-Beaujolais ;
- Belmont-d'Azergues ;
- Bessenay ;
- Bibost ;
- Blacé ;
- Le Breuil ;
- Brignais ;
- Brullioles ;
- Brussieu ;
- Bully ;
- Cenves ;
- Cercié ;
- Chabanière ;
- Chambost-Allières ;
- Chambost-Longessaigne ;
- Chamelet ;
- La Chapelle-sur-Coise ;
- Chaponnay ;
- Charentay ;
- Charnay ;
- Chasselay ;
- Châtillon ;
- Chaussan ;
- Chazay-d'Azergues ;
- Chénas ;
- Chénelette ;
- Les Chères ;
- Chessy ;
- Chevinay ;
- Chiroubles ;
- Civrieux-d'Azergues ;
- Claveisolles ;
- Cogny ;
- Coise ;
- Communay ;
- Condrieu ;
- Corcelles-en-Beaujolais ;
- Cours ;
- Courzieu ;
- Cublize ;
- Denicé ;
- Dième ;
- Dommartin ;
- Dracé ;
- Duerne ;
- Échalas ;
- Émeringes ;
- Éveux ;
- Fleurie ;
- Fleurieux-sur-l'Arbresle ;
- Frontenas ;
- Grandris ;
- Grézieu-le-Marché ;
- Les Haies ;
- Les Halles ;
- Haute-Rivoire ;
- Jarnioux ;
- Joux ;
- Juliénas ;
- Jullié ;
- Lacenas ;
- Lachassagne ;
- Lamure-sur-Azergues ;
- Lancié ;
- Lantignié ;
- Larajasse ;
- Légny ;
- Lentilly ;
- Létra ;
- Liergues ;
- Loire-sur-Rhône ;
- Longes ;
- Longessaigne ;
- Lozanne ;
- Lucenay ;
- Marchampt ;
- Marcilly-d'Azergues ;
- Marcy ;
- Marennes ;
- Meaux-la-Montagne ;
- Meys ;
- Millery ;
- Moiré ;
- Monsols ;
- Montagny ;
- Montmelas-Saint-Sorlin ;
- Montromant ;
- Montrottier ;
- Morancé ;
- Mornant ;
- Odenas ;
- Orliénas ;
- Ouroux ;
- Le Perréon ;
- Pollionnay ;
- Pomeys ;
- Pommiers ;
- Pouilly-le-Monial ;
- Poule-les-Écharmeaux ;
- Propières ;
- Quincié-en-Beaujolais ;
- Ranchal ;
- Régnié-Durette ;
- Riverie ;
- Rivolet ;
- Ronno ;
- Rontalon ;
- Sain-Bel ;
- Saint-André-la-Côte ;
- Saint-Appolinaire ;
- Saint-Bonnet-des-Bruyères ;
- Saint-Bonnet-le-Troncy ;
- Saint-Christophe ;
- Saint-Clément-de-Vers ;
- Saint-Clément-les-Places ;
- Saint-Clément-sur-Valsonne ;
- Saint-Cyr-le-Châtoux ;
- Saint-Cyr-sur-le-Rhône ;
- Saint-Didier-sur-Beaujeu ;
- Saint-Étienne-des-Oullières ;
- Saint-Étienne-la-Varenne ;
- Saint-Forgeux ;
- Saint-Genis-l'Argentière ;
- Saint-Georges-de-Reneins ;
- Saint-Germain-Nuelles ;
- Saint-Igny-de-Vers ;
- Saint-Jacques-des-Arrêts ;
- Saint-Jean-des-Vignes ;
- Saint-Jean-la-Bussière ;
- Saint-Julien ;
- Saint-Julien-sur-Bibost ;
- Saint-Just-d'Avray ;
- Saint-Lager ;
- Saint-Laurent-d'Agny ;
- Saint-Laurent-de-Chamousset ;
- Saint-Mamert ;
- Saint-Marcel-l'Éclairé ;
- Saint-Martin-en-Haut ;
- Saint-Nizier-d'Azergues ;
- Saint-Pierre-la-Palud ;
- Saint-Romain-de-Popey ;
- Saint-Romain-en-Gier ;
- Saint-Symphorien-d'Ozon ;
- Saint-Symphorien-sur-Coise ;
- Saint-Vérand ;
- Saint-Vincent-de-Reins ;
- Sainte-Catherine ;
- Sainte-Colombe ;
- Sainte-Foy-l'Argentière ;
- Sainte-Paule ;
- Salles-Arbuissonnas-en-Beaujolais ;
- Sarcey ;
- Les Sauvages ;
- Savigny ;
- Sérézin-du-Rhône ;
- Simandres ;
- Soucieu-en-Jarrest ;
- Sourcieux-les-Mines ;
- Souzy ;
- Taluyers ;
- Taponas ;
- Tarare ;
- Ternand ;
- Ternay ;
- Theizé ;
- Thizy-les-Bourgs ;
- Trades ;
- Trèves ;
- Tupin-et-Semons ;
- Val d'Oingt
- Valsonne ;
- Vaugneray ;
- Vaux-en-Beaujolais ;
- Vauxrenard ;
- Vernay ;
- Villechenève ;
- Ville-sur-Jarnioux ;
- Villié-Morgon ;
- Vindry-sur-Turdine ;
- Vourles ;
- Yzeron.

## Points de vente
Les communes disposant d'un ou plusieurs points de vente sont les suivantes : 
- Métropole de Lyon :
  - Givors, Saint-Fons et Saint-Priest ;
- Département du Rhône :
  - Amplepuis, Ampuis, Anse, Beaujeu, Belleville-en-Beaujolais, Brignais, Cercié, Chambost-Allières, Condrieu, Cours, Cublize, Dommartin, Duerne, L'Arbresle, Lamure-sur-Azergues, Le Bois-d'Oingt, Legny, Loire-sur-Rhône, Lozanne, Montrottier, Mornant, Pollionnay, Soucieu-en-Jarrest, Sainte-Foy-l'Argentière, Saint-Just-d'Avray, Saint-Laurent-de-Chamousset, Saint-Martin-en-Haut, Saint-Symphorien-d'Ozon, Saint-Symphorien-sur-Coise, Tarare, Thizy-les-Bourgs, Villefranche-sur-Saône et Vourles ;
- Département de l'Isère :
  - Chasse-sur-Rhône, Valencin et Vienne.